# Renier Schoeman
Renier Stephanus Schoeman  (né le 10 octobre 1944) est un journaliste et un homme politique sud-africain, membre successivement du parti national, du Nouveau Parti national (1998-2005), de l'alliance démocratique (2000-2001) et du congrès national africain (depuis 2005). 
Membre de la chambre de l'assemblée du parlement pour la circonscription d'Umhlanga (1987-1994) puis député à l'assemblée nationale pour le KwaZulu-Natal (1994-2004), Schoeman est ministre-adjoint aux affaires étrangères (1991-1994) au sein du gouvernement de Frederik de Klerk puis ministre-adjoint à l'éducation dans le gouvernement de Nelson Mandela et ministre-adjoint à la santé (2002-2004) dans le gouvernement de Thabo Mbeki. 

## Biographie
Chef du parti national au KwaZulu-Natal (1994-1999), porte-parole du parti national sur les questions de l'éducation (1996-1997), Renier Schoeman est brièvement vice-chef de l'alliance démocratique au KwaZulu-Natal de 2000 à 2001. À la suite de la scission de l'alliance, il reste fidèle au nouveau parti national qu'il dirige au KwaZulu-Natal jusqu'à la dissolution du parti en 2005. Il rejoint alors l'ANC dont il devient l'un des cadres. 
Il est depuis 2006 le porte-parole du Progressive Business Forum, une organisation de l'ANC consacrée à faciliter les échanges avec le monde des affaires.